# 埃爾卡門德阿特拉托
埃爾卡門德阿特拉托是哥倫比亞的城鎮，位於該國西部，由喬科省負責管轄，距離首府基布多111公里，始建於1874年，面積931平方公里，海拔高度1,269米，2005年人口7,076。

## 外部連結
- （西班牙文） El Carmen de Atrato official website

5°53′16″N 75°09′51″W / 5.88778°N 75.1642°W